# Ideobisium peckorum
Espèce
Ideobisium peckorum est une espèce de pseudoscorpions de la famille des Syarinidae.

## Distribution
Cette espèce se rencontre en Colombie et au Brésil.

## Description
Le mâle holotype mesure 1,72 mm et les femelles de 1,74 à 2,21 mm.

## Étymologie
Cette espèce est nommée en l'honneur de Stewart B. Peck et Jarmila Kukalová-Peck.

## Publication originale
- Muchmore, 1982 : The genera Ideobisium and Ideoblothrus, with remarks on the family Syarinidae (Pseudoscorpionida). Journal of Arachnology, vol. 10, no 3, p. 193-221 (texte intégral).